# Pachydactylus montanus
Pachydactylus montanus är en ödleart som beskrevs av  Paul Ayshford Methuen och HEWITT 1914. Pachydactylus montanus ingår i släktet Pachydactylus och familjen geckoödlor. Inga underarter finns listade i Catalogue of Life.